# 克里沃布羅德
48°24′17″N 25°9′31″E / 48.40472°N 25.15861°E
克里沃布羅德（羅馬化：Kryvobrody）是烏克蘭的村落，位於該國西部伊萬諾-弗蘭科夫斯克州，由科索夫區負責管轄，面積4.47平方公里，2001年人口301，人口密度每平方公里67.3人。